# Dušan Švento
Dušan Švento (ur. 1 sierpnia 1985 w Rużomberku) – słowacki piłkarz grający na pozycji lewego pomocnika. Występował w MFK Ružomberok, Slavii, Red Bull Salzburg, 1. FC Köln i Slavii Praga. W reprezentacji Słowacji zadebiutował w meczu z Maltą.